# Rio Curciu
O Rio Curciu é um rio da Romênia, afluente do Târnava Mare, localizado no distrito de Sibiu.